# دهستان اترک (گنبد کاووس)
 اترک، دهستانی است از توابع بخش داشلی‌برون شهرستان گنبد کاووس در استان گلستان ایران.
این دهستان در بخش میانی حوزه آبریز اترک در استان گلستان واقع شده‌است.

## جمعیت
براساس سرشماری سال ۱۳۸۵ جمعیت این دهستان ۱۲٬۴۶۸ نفر (۲٬۵۲۷ خانوار) بوده‌است.
مردم این بخش بزبان ترکمنی صحبت می‌کنند و نیز سنی مذهب ند. شغل اصلی مردم کشاورزی و دامپروری است. در حال حاضر در این مرکز بخش مدارس راهنمایی و دبیرستان شبانه (پسرانه) دایر است.

## مناظر طبیعی
آلاگل، آلماگل و آجی گل سه تالاب بین‌المللی داشلی‌برون از جمله نقاط دیدنی و جذاب است.
تپه‌های ماهور لسی جلوه خاصی به طبیعت این منطقه می‌دهد.